# Cha Hwa-yeon
Cha Hwa-yeon (sinh ngày 27 tháng 12 năm 1960) là một nữ diễn viên điện ảnh và truyền hình Hàn Quốc.

## Sự nghiệp diễn xuất
Cha Hwa-yeon xuất hiện lần đầu vào năm 1978 và trở thành nữ anh hùng Kim Min-ja trong bộ phim truyền hình vào năm 1987 "Love and Ambition", nhân vật này đã trở thành biểu tượng cho phụ nữ Hàn Quốc trong thời đó.
Cha Hwa-yeon rút lui khỏi làng giải trí vào năm 1988, sau khi kết hôn.
Sau đó 20 năm, Cha Hwa-yeon trở lại với bộ phim ''Aeja's Older Sister, Minja''.

## Danh sách phim
| Năm  | Phim                                         | Vai diễn                                | Đài    |
| ---- | -------------------------------------------- | --------------------------------------- | ------ |
| 1978 | Woman's Face                                 |                                         | TBC    |
| 1979 | 날 저무는 하늘에                             |                                         | TBC    |
| 1979 | 이조여인 오백년사 - 원앙별곡                 |                                         | TBC    |
| 1980 | Pilnyeo                                      |                                         | TBC    |
| 1980 | Ahrong-yi Darong-yi                          |                                         | TBC    |
| 1980 | Daldongne (Moon Village)                     |                                         | TBC    |
| 1981 | Pursuit                                      |                                         | KBS2   |
| 1981 | Detective                                    |                                         | KBS2   |
| 1981 | TV Literature "The Road to Sampo"            |                                         | KBS1   |
| 1981 | Now Is the Time to Love                      |                                         | KBS2   |
| 1982 | TV Literature "Ma"                           |                                         | KBS1   |
| 1982 | Wind Flower                                  |                                         | KBS2   |
| 1982 | Diary of a Mom                               |                                         | KBS1   |
| 1982 | Long Live Ttok-soon                          |                                         | KBS1   |
| 1983 | Thaw                                         |                                         | KBS2   |
| 1983 | Geum-nam's House                             |                                         | KBS2   |
| 1984 | 봉선화                                       |                                         | KBS2   |
| 1985 | Lights and Shadows                           |                                         | KBS2   |
| 1985 | Sun Rising Over the Hill                     |                                         | KBS2   |
| 1986 | Her Portrait                                 | Hee-jae                                 | KBS2   |
| 1987 | Love and Ambition                            | Kim Mi-ja                               | MBC    |
| 2008 | Aeja's Older Sister, Minja                   | Joo Min-ja                              | SBS    |
| 2009 | City Hall                                    | Jo Yong-hee                             | SBS    |
| 2009 | Thiên thần quyến rũ                          | Jo Kyung-hee                            | SBS    |
| 2010 | Jejungwon                                    | Im Jo-si, Hwang Jung's mother           | SBS    |
| 2010 | I Am Legend                                  | Mrs. Hong                               | SBS    |
| 2010 | Sunday Drama Theater "Lunch Box"             | Park Sook-ja                            | MBC    |
| 2011 | My Princess                                  | Fashion designer (cameo)                | MBC    |
| 2011 | The Thorn Birds                              | Yoon Myung-ja/Lee Ae-rin                | KBS2   |
| 2011 | Bảo vệ ông chủ                               | Shin Sook-hee                           | SBS    |
| 2011 | A Thousand Kisses                            | Yoo Ji-sun                              | MBC    |
| 2011 | Pianissimo                                   |                                         | TrendE |
| 2011 | You're Here, You're Here, You're Really Here | Jeon Mi-ok                              | MBN    |
| 2013 | A Hundred Year Legacy                        | Baek Seol-joo                           | MBC    |
| 2013 | Queen of Ambition                            | Baek Ji-mi                              | SBS    |
| 2013 | Flower of Revenge                            | Min Hwa-young                           | jTBC   |
| 2013 | Give Love Away                               | Hong Soon-ae                            | MBC    |
| 2013 | The King's Daughter, Soo Baek-hyang          | Do-rim                                  | MBC    |
| 2014 | Big Man                                      | Choi Yoon-jung                          | KBS2   |
| 2014 | Make Your Wish                               | Shin Hye-ran                            | MBC    |
| 2014 | It's Okay, That's Love                       | Ok-ja                                   | SBS    |
| 2014 | My Secret Hotel                              | (cameo)                                 | tvN    |
| 2014 | Family Secrets                               | Jin Joo-ran                             | tvN    |
| 2015 | Tấm lòng người mẹ                            | Yoon Jung-ae                            | MBC    |
| 2016 | "I'm sorry Kang Nam Koo"                     | Hong Myung-Sook                         | SBS    |
| 2017 | Hospital Ship                                | Oh Hye-jung, Eun-Jae's mother (Ep. 1-2) | MBC    |

| Year | Title                         | Role                           |  |
| ---- | ----------------------------- | ------------------------------ |  |
| 1981 | Thoughts on Capitalism        |                                |  |
| 1982 | Choi In-ho's Evening Color    |                                |  |
| 1983 | The Sparrow and the Scarecrow | Ok-boon                        |  |
| 1985 | Cicada Singing in the City    |                                |  |
| 1987 | A Long Journey, A Long Tunnel | (cameo)                        |  |
| 2009 | White Night                   | Seo Hae-yeong                  |  |
| 2011 | Sunday Punch                  | Soon-young                     |  |
| 2012 | Never Ending Story            | Oh Song-kyung's mother (cameo) |  |

## Vinh danh
| Year | Award                     | Category                                               | Nominated work         | Result    |
| ---- | ------------------------- | ------------------------------------------------------ | ---------------------- | --------- |
| 1978 | Miss Lotte Pageant        | Winner                                                 | N/A                    | Đoạt giải |
| 1987 | 23rd Baeksang Arts Awards | Most Popular Actress (TV)                              | Love and Ambition      | Đoạt giải |
| 1987 | MBC Drama Awards          | Top Excellence Award, Actress                          | Love and Ambition      | Đoạt giải |
| 2009 | SBS Drama Awards          | Best Supporting Actress in a Special Planning Drama    | Temptation of an Angel | Đoạt giải |
| 2011 | MBC Drama Awards          | Golden Acting Award, Actress in a Serial Drama         | A Thousand Kisses      | Đoạt giải |
| 2011 | SBS Drama Awards          | Special Acting Award, Actress in a Drama Special       | Protect the Boss       | Đề cử     |
| 2012 | KBS Drama Awards          | Best Supporting Actress                                | Man from the Equator   | Đề cử     |
| 2012 | SBS Drama Awards          | Special Acting Award, Actress in a Weekend/Daily Drama | Five Fingers           | Đề cử     |
| 2013 | MBC Drama Awards          | Golden Acting Award, Actress                           | Give Love Away         | Đoạt giải |
| 2014 | SBS Drama Awards          | Special Award, Actress in a Miniseries                 | It's Okay, That's Love | Đề cử     |
| 2015 | MBC Drama Awards          | Excellence Award, Actress in a Serial Drama            | My Mom                 | Đoạt giải |